# Orange County Choppers
Orange County Choppers (OCC) – powstałe w roku 1999 przedsiębiorstwo produkujące motocykle w stylu chopper. Rozwijało się wraz z Orange County Ironworks, założonym przez Paul Teutul Seniora zakładem wyrobów stalowych.
Początkowo siedziba przedsiębiorstwa znajdowała się w Orange County, skąd wywodzi się nazwa firmy. Następnie przeniesiona została do Rock Tavern w stanie Nowy Jork.
Właścicielem zakładu jest Paul Teutul Sr. Obecnie przedsiębiorstwo zatrudnia  26 pracowników, produkuje około 150 motocykli rocznie i bardzo szybko się rozwija.
Na chwilę obecną żaden z synów Paula Seniora nie pracuje w rodzinnym warsztacie. Pauli prowadzi własną firmę produkującą motocykle, zajmując się realizacją zleceń. Jest także konsultantem przy budowie chopperow. Posiada również butik, który prowadzi jego żona.
Mike także zrezygnował z pracy w OCC, ze względu na managera Paula Sr, który postanowił odsunąć syna od programu nadawanego w DC.
Discovery Channel stworzył serię programów telewizyjnych o nazwie „Amerykański chopper”, które przedstawiają proces budowy motocykli tematycznych w Orange County Choppers.

## Przykładowemotocykletematyczne zbudowane w OCC
- Jet Bike – zbudowany w hołdzie amerykańskim siłom zbrojnym służącym w Afganistanie.
- Fire Bike – zbudowany w hołdzie nowojorskim strażakom, którzy zginęli 11 września 2001 roku podczas zamachu terrorystycznego na WTC.
- P.O.W. Bike – zbudowany w hołdzie bohaterom wojny wietnamskiej.
- Lance Armstrong Bike – zbudowany dla amerykańskiego kolarza Lance’a Armstronga i jego fundacji wspierającej ludzi walczących z rakiem.
- I, Robot Bike – zbudowany z okazji premiery filmu Ja, robot z Willem Smithem w roli głównej.
- Black Widow Bike – motocykl „Czarna Wdowa”.
- Police Bike – zbudowany na cześć nowojorskich policjantów
- Mikey Bike – pierwszy zbudowany przez Mikey'ego motocykl.
- N.Y Jets Bike – motocykl zbudowany dla drużyny footballowej N.Y Jets.
- Gillette Bike – motocykl zbudowany dla firmy Gillette.
- Pope Bike – motocykl dla papieża Jana Pawła II.